# Sojus TMA-4
Sojus TMA-4 ist die Missionsbezeichnung für den Flug eines russischen Sojus-Raumschiffs zur Internationalen Raumstation (ISS). Es war der achte Besuch eines Sojus-Raumschiffs bei der ISS und der 114. Flug im Sojusprogramm.

## Besatzung

### Startbesatzung
- Gennadi Iwanowitsch Padalka (2. Raumflug), Kommandant (Russland/Roskosmos)
- Edward Michael Fincke (1. Raumflug), Bordingenieur (USA/NASA)
- André Kuipers (1. Raumflug), Bordingenieur (Niederlande/ESA)

### Ersatzmannschaft
- Salischan Schakirowitsch Scharipow, Kommandant (Russland/Roskosmos)
- Leroy Chiao, Bordingenieur (USA/NASA)
- Gerhard Thiele, Bordingenieur (Deutschland/ESA)

### Rückkehrbesatzung
- Gennadi Iwanowitsch Padalka (2. Raumflug), Kommandant (Russland/Roskosmos)
- Edward Michael Fincke (1. Raumflug), Bordingenieur (USA/NASA)
- Juri Georgijewitsch Schargin (1. Raumflug), Bordingenieur (Russland/Roskosmos)

## Missionsüberblick

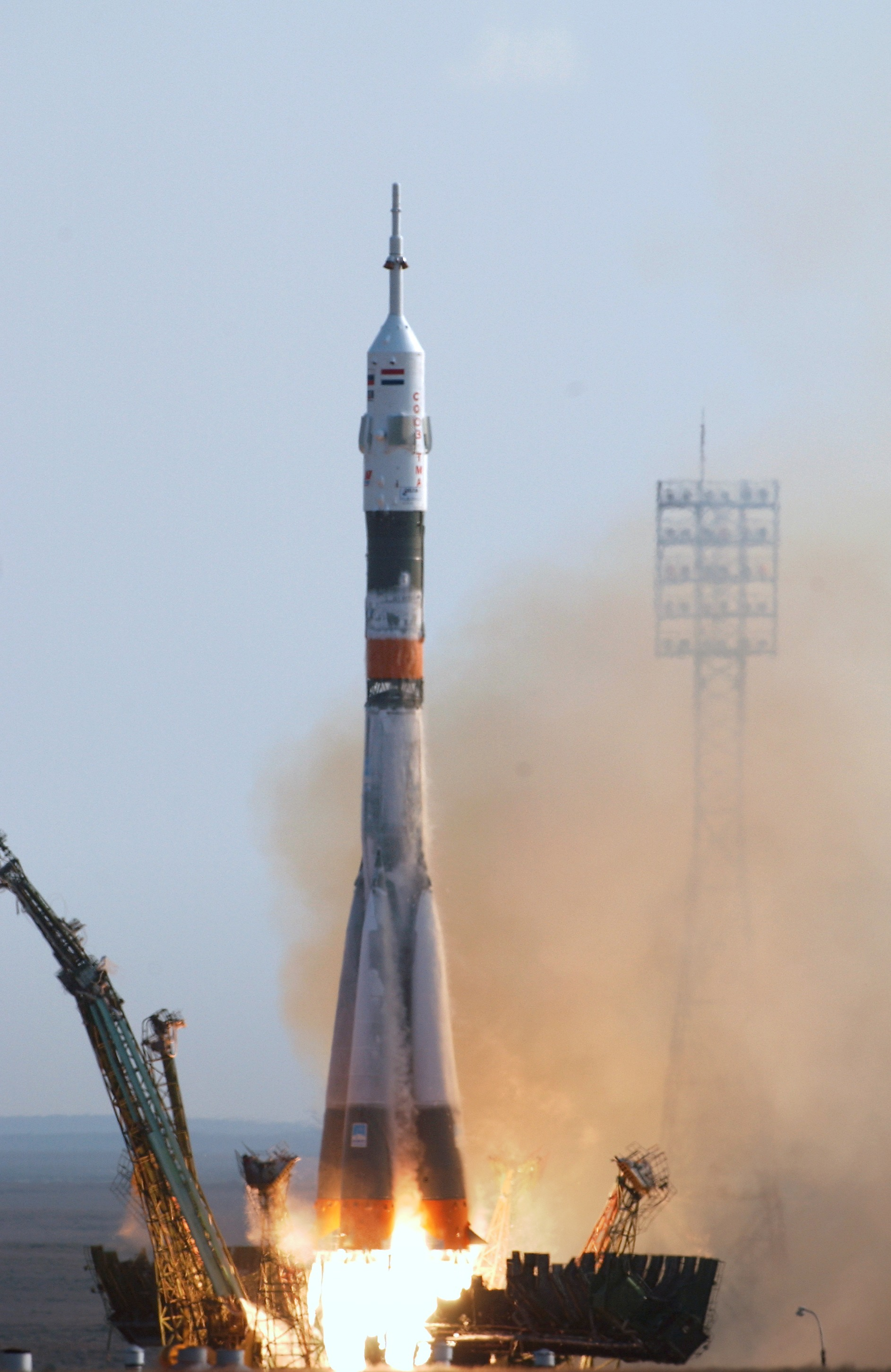
Start von Sojus TMA-4

Dieser Flug war eine Mission zur ISS und der 24. bemannte Flug zu dieser Station. Die  auf der Raumstation arbeitende Expedition 8 wurde durch die Mannschaft der Expedition 9 abgelöst. Sie bestand aus dem russischen Kosmonauten Gennadi Padalka (Kommandant) und dem US-Amerikaner Edward Fincke (Bordingenieur). Zusätzlich flog der niederländische ESA-Astronaut André Kuipers mit, der nach einem kurzen Stationsaufenthalt   am 30. April 2004 mit der Sojus TMA-3-Landekapsel zur Erde zurückkehrte.
Der Start erfolgte mit einer Trägerrakete vom Typ Sojus-FG vom Weltraumbahnhof Baikonur am 14. Oktober 2004 um 03:06:00 Uhr UTC.
Die beiden Raumfahrer Padalka  und Fincke  arbeiteten als 9. Stammbesatzung auf der ISS und führten  wissenschaftliche Experimente durch. Außerdem erhielten sie Nachschub durch zwei Progress-Raumtransporter.